# Maila Golob
Maila Golob, slovenska prevajalka, * 31. avgust 1907, Dunaj, † 8. januar 1993, Ljubljana.
Golobova je leta 1932 v Ljubljani diplomirala na Filozofski fakulteti iz slavistike in germanistike. Med drugo svetovno vojno je bila internirana v Gonarsu in Rabu. Po končani vojni je do leta 1952 delala na zveznem komiteju za kulturo v Beogradu, po vrnitvi v Ljubljano se je posvetila prevajanju. Prevajala je sodobne angleške, ameriške in nemške dramatike, pa tudi romanopisece.

## Naslovi prevedenih del
- Beg brez konca (COBISS)
- Osmi dan (COBISS)
- Bledoličnik (COBISS)